# 罗马尼-丰特奈
罗马尼-丰特奈（法語：Romagny Fontenay，法語發音：[ʁɔmaɲi fɔ̃tnɛ]）是法国芒什省的一个市镇，属于阿夫朗什区。该市镇于2016年由原市镇罗马尼和丰特奈合并而成。

## 地理
罗马尼-丰特奈（48°38'24.000"N, 0°57'58.000"W）面积36.31 平方千米，位于法国诺曼底大区芒什省，该省份为法国西北部沿海省份，西、北、东北三面环大西洋，东起顺时针与卡爾瓦多斯省、奧恩省、马耶讷省和伊勒-维莱讷省接壤。
与罗马尼-丰特奈接壤的市镇（或旧市镇、城区）包括：莫尔坦博卡日、勒讷堡、圣巴泰勒米、瑞维尼莱瓦莱、格朗帕里尼。
罗马尼-丰特奈的时区为UTC+01:00、UTC+02:00（夏令时）。

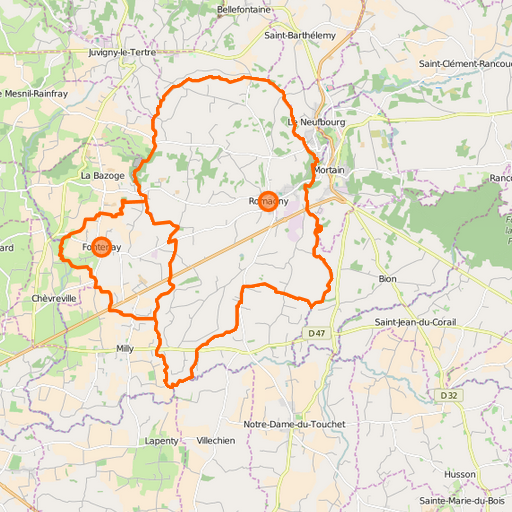
罗马尼-丰特奈的OSM定位图

## 行政
罗马尼-丰特奈的邮政编码为50140，INSEE市镇编码为50436。

## 政治
罗马尼-丰特奈所属的省级选区为勒莫尔泰奈县。

## 人口
罗马尼-丰特奈于2022年1月1日时的人口数量为1247人。